# SS Red Oak Victory
Le'SS Red Oak Victory, était un victory ship, cargo polyvalent  de classe USS Boulder Victory (AK-227) (en) de l'United States Navy qui a servi pendant la Seconde Guerre mondiale. 
Il a été conservé pour servir de navire musée à Richmond, en Californie, et fait partie du Rosie the Riveter/World War II Home Front National Historical Park. Il était l'un des 534 Victory ship construits pendant la Seconde Guerre mondiale, mais l'un des rares navires à avoir été transféré de l'United States Merchant Marine à l'US Navy en portant le nom de USS Red Oak Victory (AK-235). Il avait été nommé d'après la ville de Red Oak, en Iowa, qui avait subi un nombre disproportionné de victimes au début des batailles de la Seconde Guerre mondiale (Le comté de Montgomery s'est classé troisième parmi les comtés de l'Iowa pour le nombre de victimes de la Seconde Guerre mondiale par habitant). Le navire a été actif pendant la Seconde Guerre mondiale, la guerre de Corée et la guerre du Vietnam.

## Historique
Le Red Oak Victory a été construit par le chantier Richmond No 1 de la Permanente Metals (en) à Richmond, en Californie, et lancé le 9 novembre 1944. Les navires Victory n'étaient pas destinés à durer longtemps, mais les soudures du Red Oak Victory sont toujours intactes après 60 ans. 
Le navire a été acquis par l'United States Navy le 5 décembre 1944 et mis en service le même jour en tant que USS Red Oak Victory (AK-235). Après une période d'aménagement, le Red Oak Victory est chargé de marchandises et quitte San Francisco pour Pearl Harbor le 10 janvier 1945. Le Red Oak Victory quitte Hawaï le 10 février chargé de munitions nécessaires aux îles Marshall et îles Carolines. Envoyé en avant de l'atoll Eniwetok, il est arrivé à Ulithi le 28 février, puis a commencé à opérer sous le commandement de l'Escadron de service 10. Opérant à partir des Philippines, il a distribué des cargaisons et des munitions à divers navires de la flotte jusqu'à la fin de la guerre en août 1945. Au cours d'une période dangereuse de service dans le Pacifique, Red Oak Victory a manipulé de nombreuses tonnes de munitions, approvisionnant la flotte sans une seule victime.
Le Red Oak Victory a été désarmé en 1946 et est retourné à l'United States Maritime Commission. Il a été utilisé par la Luckenbach Steamship Company de 1947 aux années 1950, période au cours de laquelle le navire est allé à nouveau au Japon, en Corée, à Cuba, au Pakistan, en Inde, à Singapour et au Japon. Puis il a été exploité par American Mail Lines pour le Military Sealift Command de 1966 à 1968, effectuant une douzaine de voyages au Vietnam, au Japon et aux Philippines transportant des fournitures militaires chargées dans les ports de la côte ouest. De 1968 à 1998, il a été désarmé dans la National Defense Reserve Fleet dans la baie de Suisun.

## Préservation
Destiné à être mis au rebut, le Red Oak Victory a attiré l'attention de la Richmond Museum Association en 1993. En 1996, le Congrès des États-Unis a adopté une loi autorisant le transfert du navire à cette Association. Il a été remis au Richmond Museum of History. Après une restauration il est exposé au parc historique national Rosie the Riveter/World War II Home Front. 
Il a été classé au registre national des lieux historiques le 30 janvier 2000.